# لئونارد روزنمن
لئونارد روزنمن (انگلیسی: Leonard Rosenman؛ ۷ سپتامبر ۱۹۲۴ – ۴ مارس ۲۰۰۸) آهنگساز اهل ایالات متحده آمریکا بود. وی بین سال‌های ۱۹۵۵ تا ۲۰۰۱ میلادی فعالیت می‌کرد.
وی همچنین در دو سال متوالی برنده جوایز بهترین موسیقی فیلم در سال ۱۹۷۵ برای فیلم بری لیندون و در سال ۱۹۷۶ برای فیلم در راه افتخار (هر دو ساخته استنلی کوبریک) شده‌است.
او در عین حال، جوایز «امی» بهترین موسیقی متن را برای سریال کمدی «سیبل» در سال ۱۹۷۶ و بهترین موسیقی متن فیلم تلویزیونی را برای فیلم «آتش صمیمی» دریافت کرده بود.
این آهنگساز برجسته سه‌شنبه شب (۴ مارس ۲۰۰۸ – ۱۴ اسفند ۱۳۸۶) در سن ۸۳ سالگی به علت حمله قلبی درگذشت.

## فیلم‌شناسی
| - The Cobweb (۱۹۵۵) - شرق بهشت (۱۹۵۵) - شورش بی‌دلیل (۱۹۵۵) - Edge of the City (۱۹۵۷) - Bombers B-52 (۱۹۵۷) - Lafayette Escadrille (۱۹۵۸) - Pork Chop Hill (۱۹۵۹) - The Rise and Fall of Legs Diamond (۱۹۶۰) - The Outsider (۱۹۶۱) - The Chapman Report (۱۹۶۲) - Hell Is for Heroes (۱۹۶۲) - Fantastic Voyage (۱۹۶۶) - Stranger on the Run (۱۹۶۷) - A Covenant with Death (۱۹۶۷) - شمارش معکوس (۱۹۶۸) - Hellfighters (۱۹۶۸) - Any Second Now (۱۹۶۹) - دکتر مارکوس ولبی (۱۹۷۶–۱۹۶۹) - The Todd Killings (۱۹۷۰) - در زیر سیاره میمون‌ها (۱۹۷۰) - A Man Called Horse (۱۹۷۰) - Banyon (۱۹۷۱) - Battle for the Planet of the Apes (۱۹۷۳) - شبح هالیوود (۱۹۷۴) - Race with the Devil (۱۹۷۵) - بری لیندون (۱۹۷۵; برنده حایزه اسکار) | - Sybil (۱۹۷۶; برنده جایزه امی) - در راه افتخار (۱۹۷۶; برنده جایزه اسکار) - An Enemy of the People (۱۹۷۷) - The Possessed (۱۹۷۷) - The Car (۱۹۷۷) - Nero Wolfe (۱۹۷۷) - September 30, 1955 (۱۹۷۷) - ارباب حلقه‌ها (۱۹۷۸) - پیشگویی (۱۹۷۹) - Promises in the Dark (۱۹۷۹) - Friendly Fire (۱۹۷۹; برنده جایزه امی) - خواننده جاز (۱۹۸۰) - Hide in Plain Sight (۱۹۸۰) - City in Fear (۱۹۸۰) - Murder in Texas (۱۹۸۱) - Making Love (۱۹۸۲) - Miss Lonelyhearts (۱۹۸۳) - کراس کریک (۱۹۸۳) - Heartsounds (۱۹۸۴) - Sylvia (۱۹۸۵) - پیشگامان فضا ۴: سفر به خانه (۱۹۸۶) - Body Wars (۱۹۸۹) - پلیس آهنی ۲ (۱۹۹۰) - Aftermath: A Test of Love (۱۹۹۱) - The Face on the Milk Carton (۱۹۹۴) - Levitation (۱۹۹۷) |